# Torymus lini
Torymus lini är en stekelart som beskrevs av Mayr 1874. Torymus lini ingår i släktet Torymus och familjen gallglanssteklar. Inga underarter finns listade i Catalogue of Life.